# Deliciola charis
Deliciola charis ist eine möglicherweise ausgestorbene Landlungenschneckenart, die auf der Lord-Howe-Insel endemisch war. Sie gehörte zur monotypischen Gattung Deliciola in der Familie der Kegelchen (Euconulidae).

## Merkmale
Das Aussehen der lebenden Schnecken ist nicht bekannt. Die Gehäusebreite betrug 2 mm, die Gehäusehöhe 1 mm. Das winzige Gehäuse war nahezu scheibenförmig mit flacher Spitze. Der Apex war etwas erhöht, der Rand war stark gekielt. Die Basis war sehr gewölbt. Der Nabel war klein und tief. Die Mündung war etwas breiter als hoch. Die Spindel war gerade, die Lippe war dünn. Die Gehäusefärbung war grünlich-gräulich. Es waren zweieinviertel ausgewachsene und eineinhalb apikale Windungen vorhanden. An der Skulptur der Oberfläche waren die Radialwindungen eng, etwas erhöht und bildeten eine peripheren Saum als leichte Furchung vor dem Kiel. Die Nähte waren tief. An der Skulptur der Basis befanden sich Mikroradialwindungen.

## Status
Tom Iredale beschrieb diese Art im Jahr 1944, ohne jedoch die Anzahl der gefundenen Exemplare und das Sammeljahr zu nennen. Isabel T. Hyman und Frank Köhler, Malakologen am Australian Museum äußerten im Jahr 2020 die Vermutung, dass diese Art bereits ausgestorben sein könnte.